# Dierenras
Bij dieren is sprake van een ras, als het dier is gedomesticeerd en herkenbaar is als een lid van dat ras en een afstammingsbewijs (stamboom) dat aantoont.
Hoe een ras eruitziet wordt beschreven in een rasstandaard. Deze wordt bepaald door een overkoepelende organisatie die zich bezighoudt met het fokken van die rassen per soort. De standaard beschrijft, naast de details waaraan een dier moet voldoen, hoe een dier moet worden beoordeeld op een tentoonstelling.